# ليزا بويرمان
ليزا بويرمان (بالإنجليزية: Lisa Bowerman)‏ هي ممثلة بريطانية، ولدت في 1 فبراير 1962 في مالفرن في المملكة المتحدة.

## وصلات خارجية
- ليزا بويرمان على موقع IMDb (الإنجليزية)
- ليزا بويرمان على موقع ميوزك برينز (الإنجليزية)
- ليزا بويرمان على موقع قاعدة بيانات الفيلم (الإنجليزية)